# Heterochelus bisignatus
Heterochelus bisignatus är en skalbaggsart som beskrevs av Blanchard 1850. Heterochelus bisignatus ingår i släktet Heterochelus och familjen Melolonthidae. Inga underarter finns listade i Catalogue of Life.